# Up-tempo
Up-tempo ist ein Begriff aus der Populären Musik. Laut Oxford Dictionaries steht er für schnelles, sehr schnelles oder erhöhtes Tempo. Der Begriff existiert in der deutschen Sprache als Anglizismus und ist nicht völlig bestimmbar.

## Im Jazz, Blues und Rhythm & Blues
Up-tempo oder auch uptempo bezeichnet im Jazz, Blues und Rhythm & Blues ein Tempo, das schneller ist als 208 BPM. 208 BPM ist die schnellste Angabe in der Metronom-Skala. Die genaue BPM-Angabe eines Up-Tempo-Songs mit Hilfe eines herkömmlichen Metronoms ist demnach unmöglich. Allerdings kann man das Metronom auf längere Notenwerte, so Halbe, beziehen. Die Angabe eines Wertes ist nicht verbindlich.
Musiker wie Charlie Parker dienten als Vorbild. Ein Beispiel für ein oft Up-tempo gespieltes Stück ist Donna Lee (Bobby Watson, Wynton Marsalis, Wallace Roney oder Stefano Di Battista beispielsweise spielen diesen Song mit etwa 320 BPM).
Up-tempo beschränkt sich nicht auf ganze Stücke, so sind bereits im Swing Up-tempo-Soli zu finden, zum Beispiel bei Fats Wallers Ain’t Misbehavin´. Auch in der afrikanischen Rhythmik gibt es kollektive Beschleunigungen, eingeleitet durch eine Art Drängen, das sogenannte Échauffement, unter Beibehaltung des rhythmischen Grundmotivs.

## Im Punk
Besonders im Funpunk sind Up-tempo-Interpretationen zu finden. Die Punkband The Dickies hat ihren Erfolg besonders Up-tempo-Coverversionen bekannter Popsongs zu verdanken.

## In Elektronischer Musik
In der elektronischen Tanzmusik ist Up-tempo ein Oberbegriff für ein schnelles Tempo, so zum Beispiel im Hi-NRG, UK Garage oder Gabber.